# 經濟歷史學派
經濟歷史學派（英語：Historical school of economics）是19世紀於德國興起的經濟學學派。雖然該學派主張以研究歷史作為研究人類知識和經濟的主要來源，因為他們認為經濟的內容依賴於文化，因此僅限於一定的時空範圍內。這種概念拋棄了將經濟學理論視為是普世定理的概念。他們認為經濟學應該要經歷嚴格的經驗與歷史分析、而非數學與邏輯推理。經濟歷史學派的特色是重視實際現實，而非自我指涉的数学模型。經濟歷史學派在工業化時期也極為關注社會改革和大眾生活的改進。

## 發展
經濟歷史學派可以分為以下三個世代：
- 最年長一代的由威廉·罗雪尔（Wilhelm Roscher）、卡尔·克尼斯（Karl Knies）、布鲁诺·希尔德布兰德（英语：Bruno Hildebrand）（Hildebrand）領導
- 年輕的一代由古斯塔夫·冯·施穆勒（Gustav von Schmoller）、盧約·布倫塔諾等人領導
- 最年輕的一代，則由馬克斯·韋伯和維爾納·松巴特領導

弗里德里希·李斯特被视为经济历史学派的先驱。
19世紀末期，經濟歷史學派與新興的奧地利經濟學派在研究方式和理論上爭論不休。當時德國歷史學派控制了大部分的德國學術界，許多歷史學派的經濟學家成為了普魯士教育部長弗里德里希·阿爾陶夫（Friedrich Althoff）的顧問。普魯士是當時德國的學術中心，同時也支配了德語國家的學術界。隨著一些在德國留學的美國經濟學家的成长，歷史學派的影響還遠至美國，直到1900年為止。
或許是因為在英語國家知名度不高，經濟歷史學派在現代英美的經濟學界不太受重視，歷史學派在经济思想史上也是受到批評最多的學派之一。不過，無論是在理論貢獻和實際運作上，經濟歷史學派都成了後來社会市场经济的基礎，其經濟模型支配了幾乎整個歐洲。
雖然不如德國的知名，英国的經濟歷史學派的確存在，這個學派受到了弗兰西斯·培根、奥古斯特·孔德、赫伯特·斯宾塞等人的大量影響。這個學派後來猛烈批評古典經濟學在研究上的演繹方式，尤其大卫·李嘉图更成為他們攻擊的主要對象。這個學派強調將歷史的經驗與當今的情況混合。阿诺尔德·汤因比便是這些學者之一。

## 施穆勒學派的民族歷史觀
以古斯塔夫·冯·施穆勒為首的經濟學派又稱做「國民經濟青年歷史學派」，他們堅定地維護古典歷史主義的傳統，不過他們更強調國家的核心作用及堅持歷史研究必須緊跟著檔案材料。他們認為單純將數據和規律總結並非歷史，而真正的歷史應是存在於民族、國家體制的價值上，所以施穆勒十分認同霍亨索倫王朝和俾斯麥的統一的政策，但他也提出歷史研究改革的必要性，特別是把工人整合到德國的民族國家中，因此該學派出現大量關於產業工人的生活狀況調查和文化研究。

## 馬克斯·韋伯的反實證歷史觀
马克斯·韦伯做為一名政治經濟學家和社會學家，他充分理解到社會是由心態和價值觀等一切人類的行為所建構而成，必須了解它們才能理解社會獨一無二的個性。因此他創建一套「解釋（Verstehe）的社會學」理論，這套理論無疑的是對蘭克一派的實證主義提出了質疑。在韋伯看來，當一個社會學家提出了問題，那問題內必然有他所主張的價值觀，然而在實際研究時，社會學家則必須要做到客觀與超然，但是無可避免的，會有一部分的主觀存在，這種無法歸納成特定現象的特徵被韋伯稱作「理想形式（Ideal Type）」。

## 學派人物
- 卡尔·布赫（英语：Karl Bücher）
- 布鲁诺·希尔德布兰德（英语：Bruno Hildebrand）
- 格奥尔格·弗里德里希·克纳普（英语：Georg Friedrich Knapp）
- 卡尔·克尼斯[1]
- 艾蒂安·拉斯佩尔（英语：Étienne Laspeyres）
- 威廉·罗雪尔[2]
- 弗里德里希·谢林[3]
- 古斯塔夫·冯·施穆勒[4]
- 维尔纳·桑巴特[5]
- 阿道夫·華格納
- 马克斯·韦伯
- 卡尔·波兰尼
- 约瑟夫·熊彼特[5]

## 外部連結
- 德國歷史學派
- 英國歷史學派
- 法國歷史學派